# ماتیاس هاگنر
ماتیاس هاگنر (انگلیسی: Matthias Hagner؛ زادهٔ ۱۵ اوت ۱۹۷۴) بازیکن فوتبال اهل آلمان است.
از باشگاه‌هایی که در آن بازی کرده‌است می‌توان به باشگاه فوتبال اف‌اس‌وی فرانکفورت، باشگاه فوتبال گروتر فورث، باشگاه فوتبال آینتراخت فرانکفورت، باشگاه فوتبال زاربروکن، باشگاه فوتبال اشتوتگارت، و باشگاه فوتبال بروسیا مونشن‌گلادباخ اشاره کرد.
وی همچنین در تیم ملی فوتبال زیر ۲۱ سال آلمان بازی کرده‌است.